# Melalophacharops papilionis
Melalophacharops papilionis là một loài tò vò trong họ Ichneumonidae.